# Toqué!
Le Toqué! est un établissement gastronomique de réputation internationale, fondé en 1993 et situé au 900 place Jean-Paul-Riopelle à Montréal, au Québec. Les deux copropriétaires sont Normand Laprise et Christine Lamarche. L'idée dernière le restaurent Toqué! est de mettre de l'avant les produits du terroir québécois.

## Histoire
Le restaurant a vu le jour en 1993, à Montréal sur la rue Saint-Denis, mais est maintenant situé dans le Quartier international de Montréal, au 900, place Jean-Paul-Riopelle. Il a été fondé par Normand Laprise et Christine Lamarche

## Distinctions
Au Canada, le restaurant Toqué! est vu comme l'un des meilleurs du pays,
- Les grandes tables du monde[5],
- Relais & Châteaux Grands Chefs[6],